# Genistellospora nubila
Genistellospora nubila är en svampart som beskrevs av Lichtw. 1998. Genistellospora nubila ingår i släktet Genistellospora och familjen Legeriomycetaceae.   Inga underarter finns listade i Catalogue of Life.